# Pua Magasiva
Pua Magasiva (ur. 10 sierpnia 1980 w Apia, zm. 11 maja 2019 w Wellington) – nowozelandzki aktor pochodzenia samoańskiego, młodszy brat Robbiego, również aktora.

## Życiorys
Urodził się w Apia na Samoa wraz z bratem bliźniakiem Tanu. Wychowywał się także z trójką braci – Stevenem, Mikiem i Robbie’em oraz siostrą Triną. Uczęszczał do St. Patrick's College w Kilbirnie.
W 1992 i 1999 pojawił się jako Elvis Iosefa w operze mydlanej Shortland Street, gdzie w latach 2003–2006 i od roku 2011 grał postać Vinniego Kruse'a. Występował też w roli Shane’a Clarke’a, Czerwonego Wind Rangera, w serialach Power Rangers Ninja Storm (2003) i Power Rangers Dino Grzmot (2004). Jego starszy brat, Robbie, wystąpił w jednym z odcinków serialu Power Rangers Ninja Storm jako starszy brat Shane’a, Porter. W serialu Do diabła z kryminałem (2009) pojawił się jako Issac.
11 maja 2019 został znaleziony martwy w swoim domu. Przyczyna jego śmierci jest nieznana. Prawdopodobnie popełnił samobójstwo.